# 671 v.Chr.

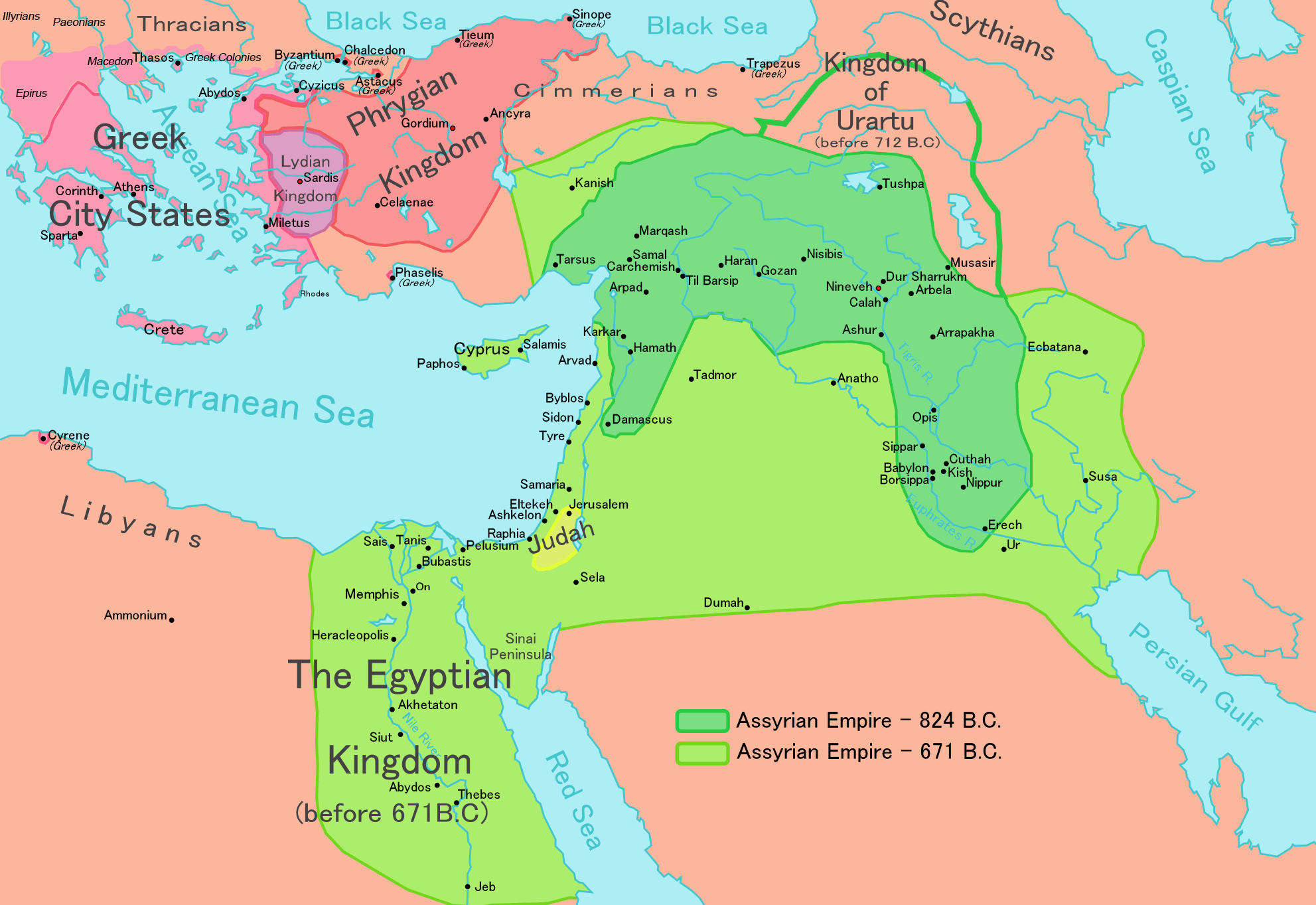
Het Assyrische Rijk

Het jaar 671 v.Chr. is een jaartal in de 7e eeuw v.Chr. volgens de christelijke jaartelling.

## Gebeurtenissen

### Assyrië
- Koning Esarhaddon begint een veldtocht tegen Egypte, hij verslaat Taharqa en verovert Memphis.
- De astroloog Adad-shumu-usur voorspelt paleisintriges en rampspoed in het Assyrische Rijk.
- Esarhaddon laat een schijnkoning aanstellen, die na 100 dagen op de troon wordt vermoord.

### Griekenland
- Leostratus wordt benoemd tot archont van Athene.